# Antonov A-2
Antonov A-2 và các thiết kế liên quan là họ tàu lượn huấn luyện 2 chỗ được chế tạo tại Liên Xô trong thập niên 1930 và 1940. Tất cả đều được bắt nguồn từ họ tàu lượn Antonov A-1 một chỗ.

## Biến thể
Uchebnyi (Учебный – "Huấn luyện")
- U-s5 (У-с5)
- U-s6 (У-с6)

## Tính năng kỹ chiến thuật (U-s5)
Dữ liệu lấy từ Shushurin 1938, 67
Đặc điểm tổng quát
- Kíp lái: 2
- Chiều dài: 5.80 m (19 ft 0 in)
- Sải cánh: 13.80 m (45 ft 3 in)
- Chiều cao: 1.70 m (5 ft 7 in)
- Diện tích cánh: 17.1 m2 (184 ft2)
- Trọng lượng rỗng: 120 kg (264 lb)
- Trọng lượng có tải: 264 kg (581 lb)

Hiệu suất bay
- Vận tốc cực đại: 70 km/h (40 mph)
- Vận tốc xuống: 1,1 m/s (220 ft/phút)